# ويليام أتكينسون
ويليام أتكينسون هو سياسي كندي، ولد في 4 سبتمبر 1868، وتوفي في 1 فبراير 1939.